# Acanthurus fowleri
Acanthurus fowleri (de Beaufort, 1951) è un pesce osseo marino appartenente alla famiglia Acanthuridae.

## Distribuzione e habitat
L'areale di A. fowleri è limitato all'oceano Pacifico occidentale tropicale tra le Filippine, l'Indonesia e Papua Nuova Guinea, le isole Salomone e il nordovest dell'Australia.
Popola acque relativamente profonde lungo i lati esterni delle barriere coralline specie dove sprofondano bruscamente.
Viene riportata una distribuzione batimetrica tra 2 e 50 metri di profondità, normalmente non sopra i 20 metri.

## Descrizione
Questa specie, come gli altri Acanthurus, ha corpo ovale, compresso lateralmente. La bocca è piccola, posta su un muso sporgente; sul peduncolo caudale è presente una spina mobile molto tagliente. La pinna dorsale è unica e piuttosto lunga, di altezza uniforme. La pinna anale è simile ma più corta. La pinna caudale è lunata. Le scaglie sono molto piccole. La livrea ha fondo scuro variabile in colore e tonalità, la testa però è quasi completamente blu. Dietro l'opercolo branchiale e sopra le pinne pettorali è presente un segno a forma di "U" o di "V" con la concavità in avanti di colore nero o blu. La pinna caudale è scura con la base bianca e due bande gialle sul margine superiore e inferiore; il bordo posteriore ha una sottile linea blu. Pinna dorsale gialla.Le pinne dorsale e anale hanno i bordi superiori e inferiori azzurri o bianchi e spesso la parte posteriore completamente blu.
La taglia massima nota è di 45 cm.

## Biologia

### Comportamento
È uno dei pochi Acanthurus a fare vita solitaria, è un pesce timoroso, difficile da avvicinare da parte dei subacquei.

### Alimentazione
Si nutre di alghe bentoniche che bruca spesso dalla superficie delle spugne.

## Pesca
Viene pescato raramente, di solito come bycatch.

## Acquariofilia
Si trova raramente sul mercato dei pesci d'acquario ed ha prezzi alti.

## Conservazione
Si tratta di una specie poco comune o rara in tutto l'areale. Ha una scarsa rilevanza sia per la pesca che nel mercato acquariofilo. La lista rossa IUCN la classifica come "a rischio minimo".